# Неттер, Фрэнк
Фрэнк Генри Неттер (англ. Frank Henry Netter, 25 апреля 1906 года — 17 сентября 1991 года) — американский врач-хирург и художник-иллюстратор. Будучи врачом, этот человек создал огромное количество иллюстраций по различным областям медицины. Его книги пользуются огромным успехом и до сих пор издаются. Не даром его прозвали «Микеланджело медицины».

## Биография
Неттер родился в Нью-Йорке на Манхэттене и рос, желая быть художником. В средней школе он получил стипендию, чтобы учиться в Национальной Академии Дизайна. Он учился искусству по ночам, продолжая учёбу в средней школе. После школы он поступил в отделение искусств в Союзе молодых художников Нью-Йорка и, занимаясь при этом с частными учителями, он начал карьеру прикладного искусства, быстро добиваясь успеха и делая работу для таких гигантов, как Saturday Evening Post и The New York Times. Однако, его семья отнеслась неодобрительно к карьере художника, и он согласился изучать медицину. После получения степени в Сити-колледже он окончил медицинскую школу в Нью-Йоркском университете и интернатуру по хирургии в больнице Бельвю и попытался начать практиковать медицину. Однако, как Неттер сказал позже: «Это было в 1933 году — глубокая Депрессия — и не было такой вещи как медицинская практика. Если пациент заходил в Ваш офис, он не платил.»
Поэтому он продолжал зарабатывать на жизнь искусством во время изучения медицины, включая некоторую работу для его преподавателей. Таким образом он постепенно приходил к медицинскому искусству, чтобы увеличить свой доход. В частности, фармацевтические компании начали использовать Неттера для иллюстраций продвижения новых продуктов, таких как Новокаин. Ему стали платить большие деньги за иллюстрации, и Неттер бросил практику медицины. В 1936 году фармацевтическая компания Ciba попросила его нарисовать сердце для рекламы препарата наперстянки. Эта иллюстрация очень понравилась врачебному сообществу, и копия этого сердца стала широко распространяться среди врачей и, естественно, без рекламы.
Следуя за успехом этой иллюстрации, Неттер предложил CIBA отрисовать целый ряд изображений нормальной и патологической анатомии остальных органов. Эти иллюстрации были распространены среди врачей в виде папок с рекламной продукцией компании вместе с рисунками Неттера. Врачам пришлись по душе данные изображения и, после такого успеха, CIBA собрала эти иллюстрации, издав их в форме книг, которые включали 8 томов (13 книг). Начиная с 1948 года, CIBA снова стала использовать иллюстрации Неттера в другой серии материалов, которые раздавались врачам, на различных клинических симпозиумах. Они были небольшими, подобные журналу брошюры, которые как правило показывали обширную статью о заболевании, с дюжиной иллюстраций Неттера. Эти брошюры издавались по крайней мере до начала 90-х годов. В 1989 был издан «Атлас анатомии Неттерa». В целом, Неттер отрисовал около 4 000 иллюстраций, которые были включены в бесчисленные публикации.
Большая часть иллюстраций Неттера была произведена для фармацевтической компании CIBA и принадлежала её преемнику, CIBA-Geigy, который затем слился с Sandoz Laboratories, чтобы стать в итоге компанией Novartis. В июне 2000 Novartis продавал свои активы работ Неттера в MediMedia USA’s subsidiary Icon Learning Systems, который в свою очередь продал портфель Elsevier. Данная компания продолжает делать работу Неттера доступной в различных форматах. Его атлас анатомии человека и руководства по различным направлениям медицины стали главными книгами медицинского образования.
Работа Неттера получила многочисленные почести:
Вклад доктора Неттера в исследование человеческой анатомии является эпохальным. Он продвинул наше понимание анатомии больше чем любой другой медицинский иллюстратор с 16-го столетия, когда Везалий стал использовать рисунки, основанные на вскрытиях трупов.доктор Майкл Эллис Дебейки
В 2013 году в Квиннипэкском университете в городе Норт-Хейвен, что в американском штате Коннектикут, открылась Медицинская школа имени Фрэнка Неттера.